# Melvin Rullière
Melvin Rullière, né le 22 décembre 1989 à Bogy, est un coureur cycliste français.

## Biographie
Melvin Rullière naît le 22 décembre 1989, en France. Au cours de sa carrière, il a obtenu plusieurs Top 10 sur des épreuves appartenant à l'UCI Europe Tour, se classant ainsi septième de la quatrième étape du Rhône-Alpes Isère Tour en 2010, dixième de la première étape du Tour du Loir-et-Cher en 2013, quatrième de la première étape et huitième de la troisième étape de cette même épreuve en 2014, huitième de Paris-Mantes-en-Yvelines, cette même année et neuvième du Grand Prix de la ville de Pérenchies, toujours en 2014. Son principal fait d'armes restant cependant sa victoire sur le Grand Prix de la ville de Pérenchies en 2013.
Il s'engage pour 2015 avec Geoffrey Coupé et la formation Veranclassic-Ekoï, où il rejoint trois autres Français : Thomas Vaubourzeix, Justin Jules et Martial Roman. Diminué par des blessures durant le premier semestre (tendinite, fracture de la clavicule), il a pour meilleurs résultats une sixième place d'étape au Tour du Maroc, durant lequel il porte le maillot de meilleur grimpeur, et une douzième place lors de Paris-Chauny. Il décide d'arrêter sa carrière en juillet, après le Tour de Wallonie qu'il quitte dès la première étape, après avoir été victime d'une crevaison. Il revient sur ce choix en fin d'année et signe un contrat avec le VC Rouen 76.
Pour sa première saison sous ses nouvelles couleurs, Melvin Rullière remporte la 2e étape des Boucles du Haut-Var et la 3e du Circuit de Saône-et-Loire. Il monte aussi sur le podium lors du Tour du Pays du Roumois et des Boucles de l'Austreberthe qu'il termine en 2e position. Il se classe aussi 3e de Dijon-Auxonne-Dijon.
Au mois d'août 2017, il s'adjuge le Grand Prix de Saint-Souplet au sprint devant les anciens professionnels de l'équipe continentale Roubaix Lille Métropole Kévin Lalouette et Nicolas Moncomble.
Parallèlement à sa carrière de coureur, Melvin Rullière passe en 2014 le DEJEPS. Il est à l'initiative de la création en 2014 d'une équipe de VTT au sein du SCO Dijon, baptisée Haibike Côte-d'Or. 
Il devient en 2019, directeur sportif du VC Toucy. Après trois années au sein de la structure de l'Yonne, il rejoint le CC Etupes. Il change de dimension lors de la saison 2025 en rejoignant la structure World Tour Picnic PostNL.

## Palmarès et classements mondiaux

### Palmarès sur route
- 2012[1]
  - 3e étape du Tour du Beaujolais
- 2013
  - Grand Prix de la ville de Pérenchies
  - Paris-Auxerre
  - Grand Prix du Pays de Montbéliard
  - Grand Prix de la Soierie à Charlieu
  - 2e étape du Tour du Canton de Saint-Ciers
  - 2e du Tour du Canton de Saint-Ciers
  - 2e de la Nocturne de Bar-sur-Aube
  - 3e de Dijon-Auxonne-Dijon
- 2014
  - Championnat de Bourgogne du contre-la-montre
  - Nocturne de Bar-sur-Aube
- 2016
  - 2e étape des Boucles du Haut-Var
  - 3e étape du Circuit de Saône-et-Loire
  - 2e du Tour du Pays du Roumois
  - 2e des Boucles de l'Austreberthe
  - 2e de la Nocturne de Bar-sur-Aube
  - 3e de Dijon-Auxonne-Dijon
- 2017
  - Grand Prix de Saint-Souplet
  - 1re et 6e étapes du Tour de Guyane
  - 2e du Tour de Guyane

### Classements mondiaux
| Année           | 2013 | 2014   | 2015 | 2016   |
| --------------- | ---- | ------ | ---- | ------ |
| UCI Europe Tour | 342e | 1 014e |      | 1 772e |

### Palmarès en cyclo-cross
- 2009-2010
  - 2e du classement général du Challenge la France cycliste de cyclo-cross espoirs
- 2010-2011
  - Classement général du Challenge la France cycliste de cyclo-cross espoirs
    - Challenge la France cycliste de Cyclo-Cross #1, Saverne
    - Challenge la France cycliste de Cyclo-Cross #2, Miramas
- 2013-2014
  - 5e du Championnat de France de cyclo-cross
- 2014-2015
  - Champion de Bourgogne de cyclo-cross
- 2016-2017
  - Cyclo-cross d'Hettange-Grande
  - Cyclo-cross de Chavanoz
  - 3e du classement général de la Coupe de France de cyclo-cross